# Hen Wlad Fy Nhadau
Hen Wlad Fy Nhadau (Land van mijn vaders) is het volkslied van Wales. De tekst is in januari 1856 geschreven door Evan James en de melodie door zijn zoon James James. Beiden woonden in Pontypridd. De oudste geschreven kopie bestaat nog en is in handen van de Llyfrgell Genedlaethol Cymru, de nationale bibliotheek van Wales.

## Tekst
Hoewel het lied over drie strofen beschikt, wordt meestal alleen de eerste strofe gezongen, gevolgd door één of twee keer het refrein.
Mae hen wlad fy nhadau yn annwyl i mi,

Gwlad beirdd a chantorion, enwogion o fri;

Ei gwrol ryfelwyr, gwladgarwyr tra mad,

Dros ryddid collasant eu gwaed.
(Refrein)
Gwlad, gwlad, pleidiol wyf i'm gwlad.
Tra môr yn fur i'r bur hoff bau,
O bydded i'r hen iaith barhau. (2x)
Hen Gymru fynyddig, paradwys y bardd,

Pob dyffryn, pob clogwyn, i'm golwg sydd hardd;

Trwy deimlad gwladgarol, mor swynol yw si

Ei nentydd, afonydd, i fi.
Os treisiodd y gelyn fy ngwlad tan ei droed,

Mae hen iaith y Cymry mor fyw ag erioed,

Ni luddiwyd yr awen gan erchyll law brad,

Na thelyn berseiniol fy ngwlad.

## Nederlandsevertaling
Het oude land van mijn vaderen is mij lief,

Land van dichters en zangers, beroemde mannen van naam;

Haar dappere krijgers, zeer prachtige patriotten,

Vergoten voor de vrijheid hun bloed.
Land, Land, ik ben trouw aan mijn land.
Terwijl de zee een muur is om het pure, meest geliefde land,
O moge de oude taal (in dit geval: Welsh) blijven bestaan. (2x)
Oud bergachtig Wales, het paradijs van de dichter,

Elke vallei, elke klif is in mijn ogen mooi;

Door patriottisch gevoel, zo bekoorlijk is het geruis

Van zijn stromen, rivieren, voor mij.
Ook al verdrukt de vijand mijn land onder zijn voet,

De oude taal van de Welshmen is even levend als altijd.

De Muze werd niet gestremd door een vreselijke verraderlijke hand,

Evenmin als de welluidende harp van mijn land.

## Bretons
Het lied is ook in Bretagne populair. Daar staat het volkslied bekend als Bro gozh ma zadoù.